# Сикора, Томас
Томас Сикора (нем. Thomas Sykora, род. 18 мая 1968 года, Тульн-на-Дунае) — австрийский горнолыжник, призёр Олимпийских игр, чемпион Австрии, победитель этапов Кубка мира. Успешно выступал в слаломе. Племянник призёрки Олимпийских игр 1968 года в пятиборье Лизы Прокоп.
В Кубке мира дебютировал 30 ноября 1991 года. Всего имеет на своём счету 21 подиум, в том числе 9 побед, на этапах Кубка мира. Лучшим достижением в общем зачёте Кубка мира является 8-е место в сезоне 1996/97.
На Олимпийских играх 1998 года в Нагано завоевал бронзовую медаль в слаломе.
За свою карьеру участвовал в трёх чемпионатах мира, на которых был дважды 9-м в слаломе (1993, 1997).
Использовал лыжи и ботинки производства фирмы Atomic. Завершил горнолыжную карьеру в 2002 году.

## Победы на этапах Кубка мира (9)
| № | Сезон   | Дата        | Место               | Дисциплина |
| - | ------- | ----------- | ------------------- | ---------- |
| 1 | 1995/96 | 14 янв 1996 | Кицбюэль            | Слалом     |
| 2 | 1995/96 | 10 мар 1996 | Хафьель             | Слалом (2) |
| 3 | 1996/97 | 24 ноя 1996 | Парк-Сити           | Слалом (3) |
| 4 | 1996/97 | 17 дек 1996 | Мадонна-ди-Кампильо | Слалом (4) |
| 5 | 1996/97 | 6 янв 1997  | Краньска-Гора       | Слалом (5) |
| 6 | 1996/97 | 12 янв 1997 | Шамони              | Слалом (6) |
| 7 | 1996/97 | 19 янв 1997 | Венген              | Слалом (7) |
| 8 | 1997/98 | 4 янв 1998  | Краньска-Гора       | Слалом (8) |
| 9 | 1997/98 | 26 янв 1998 | Кицбюэль            | Слалом (9) |